# Célestin Lwangi
Célestin Lwangi est un homme politique kino-congolais. 
Il a été ministre de la justice dans le gouvernement de Salut Public du président Laurent-Désiré Kabila du 22 mai 1997 jusqu’à janvier 1998. Il est actuellement président national du mouvement de libération du 17 mai (M17).